# Богодєлов В'ячеслав Павлович
В'ячеслав Павлович Богодєлов (нар. 7 жовтня 1969, Київ, УРСР) — український футболіст, воротар, згодом — тренер.

## Кар'єра гравця

### Початок кар'єри та «Нарт»
Народився 7 жовтня 1969 року в Києві. Розпочинав кар'єру футболіста в аматорських клубах «Нафтовик» (Пирятин) та «Спартак» (Золотоноша). У 1991 році зіграв 1 матч у кубку СРСР у складі черкаського «Дніпра». У 1992 році в перейшов до російського клубу «Нарт» (Черкеськ), який виступав у Першій лізі чемпіонату Росії. Дебютував у складі черкеського клубу 9 травня 1992 року в програному (0:4) виїзному поєдинку 4-го туру західної зони проти владимирмького «Торпедо». В'ячеслав вийшов на поле на 43-ій хвилині, замінивши Дмитра Полинського. У тому сезоні в російській першості зіграв 12 матчів (в тому числі й 1 як польовий гравець), в яких пропустив 19 м'ячів. Ще 1 матч (1 пропущений м'яч) провів у Кубку Росії.

### Виступи в клубах із Західної України
У 1993 році повернувся до України та підписав контракт з тернопільською «Нивою», яка на той час виступала у Вищій лізі чемпіонату України. Дебютував за тернополян 3 червня 1993 року в переможному (2:1) домашньому поєдинку 27-го туру проти львівських «Карпат». В'ячеслав вийшов на поле на 79-ій хвилині, замінивши Дмитра Тяпушкіна. Цей матч виявився єдиним для Богодєлова в футболці «Ниви» в сезоні 1992/93 років. Наступного сезону в чемпіонаті України не зіграв жодного поєдинку, але в кубку України провів 2 матчі, в яких відстояв «на нуль».
У пошуках постійної ігрової практики залишає Тернопіль та в 1994 році переходить до чортківського «Кристалу», який на той час виступав у Першій лізі чемпіонату України. Дебютував у складі чортківського клубу 27 березня 1994 року в програному (0:1) виїзному поєдинку 21-го туру проти олександрійської «Поліграфтехніки». Богодєлов вийшов у стартовому складі та відіграв увесь матч. Кольори «Кристалу» захищав до 1996 року. За цей час у чемпіонатах України зіграв 63 матчі, в яких пропустив 87 м'ячів. Ще 2 поєдинки (1 пропущений м'яч) провів у кубку України. Навесні 1995 року відправився в оренду до вищолігової вінницької «Ниви», але в чемпіонаті так і не зумів зіграти жодного матчу. Натомість 10 квітня 1995 року зіграв у поєдинку 1/4 фіналу кубку України проти одеського «Чорноморця». В'ячеслав вийшов на поле на 46-ій хвилині, замінивши Геннадій Жилкіна.

### «Поліграфтехніка», «Кристал» та «Металург»
У 1997 році перейшов до складу олександрійської «Поліграфтехніки». Дебютував за олександрійську команду 14 березня 1997 року в нічийному (0:0) домашньому поєдинку 24-го туру першої ліги чемпіонату України проти донецького «Металурга». В'ячеслав вийшов у стартовому складі та відіграв увесь поєдинок. У складі «поліграфів» став основним воротарем. У другій частині сезону 1996/97 років у чемпіонаті провів 14 матчів, в яких пропустив 23 м'ячі (у 5-ти матчах залишив свої ворота «сухими»).
Напередодні старту сезону 1997/98 років приєднався до складу херсонського «Кристалу». Дебютував у складі херсонського клубу 31 липня 1997 року в переможному (2:0) домашньому поєдинку 1-го туру групи «Б» другої ліги чемпіонату України проти шаргородської «Фортуни». Богодєлов вийшов у стартовому складі та відіграв увесь матч. Протягом свого перебування в «Кристалі» у чемпіонаті України зіграв 32 матчі, в яких пропустив 19 м'ячів. Ще 2 поєдинки (4 пропущені м'ячі) провів у кубку України.
Сезон 1998/99 років розпочав уже в складі вищолігового донецького «Металурга». Дебютував у футболці донецького клубу 22 серпня 1998 року в переможному (2:0) домашньому поєдинку 8-го туру проти сімферопольської «Таврії». В'ячеслав вийшов на 34-ій хвилині, замінивши Юрія Вірта. За металургів у чемпіонаті України відіграв 8 матчів (11 пропущених м'ячів), ще 2 поєдинки (4 пропущені м'ячі) провів у кубку України. Незважаючи на впевнену та надійну гру в команді не залишився, а під час зимової паузи залишив розташування клубу.

### «Ворскла» та «Металіст»
У 1999 році підсилив склад полтавської «Ворскли». Дебютував у складі полтавського клубу 22 травня 1999 року в програному (0:2) виїзному поєдинку 27-го туру вищої ліги чемпіонату України проти сімферопольської «Таврії». В'ячеслав вийшов на поле в стартовому складі та відіграв увесь матч. Проте стати основним воротарем у «Ворсклі» Богодєлову не вдалося. За час свого перебування в полтавському клубі за головну команду в чемпіонатах України зіграв лише 7 матчів (пропустив 6 м'ячів). По одному поєдинку провів у кубку України та в єврокубках (в обох випадках пропустив по 2 м'ячі). В складі друголігового фарм-клубу полтавчан також не був основним воротарем, зігравши лише в 16-ти матчах (12 пропущених м'ячів). Ще 1 матч провів у кубку України.
У 2001 році перейшов до харківського «Металіста». Дебютував за харківську команду 17 березня 2001 року в програному (0:2) виїзному поєдинку 15-го туру вищої ліги чемпіонату України проти запорізького «Металурга». Богодєлов вийшов на поле в стартовому складі та відіграв увесь матч. Цей матч так і залишився єдиним у футболці головної команди «Металіста». Окрім цього, з 2001 по 2002 роки виступав у складі друголігового фарм-клубу харків'ян, «Металіста-2», в складі якого зіграв 6 матчів (пропустив 7 м'ячів).

### Завершення кар'єри футболіста
У 2002 році підписав контракт з «Система-Борекс» з смт Бородянка, яка виступала в Другій лізі чемпіонату України. Дебютував за «Систему» 30 березня 2002 року в переможному (3:1) виїзному поєдинку проти севастопольської «Чайки-ВМС». В'ячеслав вийшов на поле в стартовому складі та відіграв увесь матч. У складі клубу з Київської області зіграв 6 матчів, в яких пропустив 7 м'ячів.
У 2003 році перейшов до житомирського «Полісся». У футболці житомирського клубу дебютував 19 березня 2003 року в програному (2:4) виїзному поєдинку 19-го туру першої ліги чемпіонату України проти ФК «Красилів». Богодєлов вийшов на поле на 78-й хвилині, замінивши Сергія Поліщука. За час, проведений на футбольному полі, пропустив ще один м'яч. Цей матч виявився єдиним у футболці житомирського клубу й вже незабаром 31-річний гравець вирішив завершити кар'єру футболіста.

## Кар'єра тренера
Після завершення кар'єри гравця став тренером воротарів. До червня 2008 року працював у ДЮФШ «Динамо» ім. В. В. Лобановського. У 2008 році повернувся як тренер до ПФК «Олександрії». У сезоні 2008/09 років навіть був у заявці клубу як резервний воротар, але на поле жодного разу не вийшов. У 2010 році працював у ФК «Львові». З 2010 по 2012 роки працював в Узбекистані, в клубі «Насаф». У 2013 році працював тренером з фізичної підготовки луцької «Волині». З 2015 по 2016 роки тренував воротарів у ДЮСШ «Арсенал» (Київ). З 2017 року — тренер воротарів клубу «Чайка» (Петропавлівська Борщагівка). Працював в збірних юнацьких командах України (U-16, U-17, U-18, U-19).

## Досягнення
Як тренера
- Перша ліга чемпіонату України
  -  Бронзовий призер (2): 2009, 2010

- Чемпіонат Узбекистану
  -  Срібний призер (1): 2011
  -  Бронзовий призер (1): 2010

- Кубок Узбекистану
  -  Фіналіст (1): 2011

- Кубок АФК
  -  Володар (1): 2011

## Інтерв'ю
- Відеогляд Ворскла (Полтава)-Шахтар (Донецьк) 2:2 (29.10.2000).
- Відеогляд ЦСКА (Київ)-Ворскла (Полтава) 2:0 (07.11.2000).
- Інтерв'ю для сайту footboom.com. Архів оригіналу за 24 серпня 2016. Процитовано 2 липня 2017.
- Інтерв'ю для сайту footballua.tv.
- Інтерв'ю для сайту UA-Футбол. Архів оригіналу за 7 червня 2016. Процитовано 2 липня 2017.
- Відео-інтерв'ю для телеканалу "Футбол". Архів оригіналу за 14 травня 2022. Процитовано 2 липня 2017.